# Dangme (Sprache)
Dangme ist die Sprache der Dangme in Ghana mit etwa 800.000 Sprechern. Ein alternativer Name lautet Adangme.
Sie wird im Südosten an der Küste östlich von Accra und im Inland gesprochen. Die Bibel ist 1999 in diese Sprache übersetzt worden.
Dialekte des Dangme sind Ada, Ningo, Prampram (Gbugbla) im Küstenbereich sowie Osudoku, Shai (Sɛ) und Krobo (Klo) im Inland.